# The Rasp
Pour plus de détails, voir Fiche technique et Distribution.
The Rasp est un film britannique réalisé par Michael Powell, sorti en 1932.

## Synopsis
Après l'assassinat d'un ministre, son secrétaire est suspecté. Un reporter va découvrir qui est le vrai coupable.

## Fiche technique
- Titre original : The Rasp
- Réalisation : Michael Powell
- Scénario : Michael Powell, J. Jefferson Farjeon, d'après le roman Le Crime d'Abbotshall (The Rasp) de Philip MacDonald
- Direction artistique : Frank Wells
- Photographie : Geoffrey Faithfull
- Production : Jerome Jackson
- Société de production : Film Engineering Company
- Société de distribution : Fox Film Company
- Pays d’origine :  Royaume-Uni
- Langue originale : anglais
- Format : noir et blanc — 35 mm — 1,37:1 — son Mono
- Genre : Film policier
- Durée : 44 minutes
- Date de sortie :
  - Royaume-Uni : 11 avril 1932

## Distribution
- Claude Horton : Anthony Gethryn
- Phyllis Loring : Lucia Masterson
- C.M. Hallard : Sir Arthur Coates
- James Raglan : Alan Deacon
- Thomas Weguelin : Inspecteur Boyd
- Carol Coombe : Dora Masterson
- Leonard Brett : Jimmy Masterson